# L'Oréal
L'Oréal S.A. là tập đoàn chuyên về các sản phẩm chăm sóc cá nhân của Pháp có trụ sở chính tại Clichy, Hauts-de-Seine và một văn phòng đăng ký ở Paris. Đây cũng là tập đoàn số một thế giới trong ngành mỹ phẩm, tập trung vào các sản phẩm nhuộm tóc, dưỡng da, chống nắng, trang điểm, nước hoa và chăm sóc tóc.
Vào ngày 30 tháng 7 năm 1909, một nhà hóa học 28 tuổi tên là Eugène Schueller đã thành lập Société Française de Teintures Inoffensives pour Cheveux (Công ty Thuốc nhuộm tóc An toàn của Pháp). Chủ sở hữu hiện nay là Françoise Bettencourt và các con của mình đang nắm giữ gần 33,2% cổ phần của tập đoàn và tài sản của họ ước tính vào năm 2020 là hơn 75 tỷ đô la Mỹ.

## Lịch sử

### Sáng lập
Bước đầu tiên vào năm 1909–1956, khi xây dựng mô hình, Eugène Paul Louis Schueller, một nhà hóa học trẻ người Pháp gốc Đức, đã phát triển một công thức thuốc nhuộm tóc có tên là Oréale. Schueller tự thiết kế và sản xuất các sản phẩm của riêng mình, sau đó ông quyết định bán cho các thợ làm tóc Paris.
Vào ngày 31 tháng 7 năm 1919, Schueller đăng ký công ty của mình, đó là Société Française de Teintures Inoffensives pour Cheveux (Công ty Thuốc nhuộm tóc An toàn của Pháp). Nguyên tắc chỉ đạo của công ty, sau này trở thành L'Oréal, là nghiên cứu và đổi mới trong lĩnh vực làm đẹp. Năm 1920, công ty tuyển dụng ba nhà hóa học. Đến năm 1950, đội ngũ phát triển mạnh thành 100; đến năm 1984 là 1.000 và ngày nay là gần 82.000.
Schueller đã hỗ trợ tài chính và tổ chức các cuộc họp cho La Cagoule tại trụ sở L'Oréal. La Cagoule là một nhóm nghiên cứu-phát xít bạo lực Pháp và chống cộng sản với người lãnh đạo đã thành lập đảng chính trị Mouvement Social Révolutionnaire (MSR, Phong trào Cách mạng Xã hội) thời nước Pháp bị chiếm đóng hỗ trợ cho đối tác Vichy với người Đức. L'Oréal đã thuê một số thành viên của nhóm làm giám đốc điều hành sau Chiến tranh thế giới thứ hai, chẳng hạn như Jacques Corrèze, người từng là CEO của doanh nghiệp Hoa Kỳ. Sự liên quan này đã được nhà sử học người Israel Michael Bar-Zohar nghiên cứu sâu rộng trong cuốn sách của ông, Bitter Scent.
L'Oréal bắt đầu kinh doanh thuốc nhuộm tóc, nhưng công ty đã sớm phân nhánh sang các sản phẩm tẩy rửa và làm đẹp khác. L'Oréal hiện đang tiếp thị hơn 500 thương hiệu và hàng nghìn sản phẩm riêng lẻ trong tất cả các lĩnh vực của kinh doanh làm đẹp: thuốc nhuộm tóc, uốn tóc, sản phẩm tạo kiểu tóc, dưỡng thể và chăm sóc da, sữa rửa mặt, đồ trang điểm và nước hoa. Sản phẩm của công ty được tìm ra trên nhiều kênh phân phối, từ tiệm làm tóc và tiệm nước hoa đến siêu thị, cửa hàng chăm sóc sức khỏe / sắc đẹp, hiệu thuốc và thương mại điện tử.

### Cơ sở nghiên cứu và phát triển
L'Oréal có sáu trung tâm nghiên cứu và phát triển trên toàn thế giới: hai ở Pháp: Aulnay và Chevilly; một ở Hoa Kỳ: Clark, New Jersey; một ở Nhật Bản: Kawasaki, tỉnh Kanagawa; vào năm 2005, một chi nhánh được thành lập ở Thượng Hải, Trung Quốc và một ở Ấn Độ. Một cơ sở tương lai ở Mỹ đặt tại Berkeley Heights, New Jersey.

### Truyền thông
Từ năm 1988 đến năm 1989, L'Oréal kiểm soát công ty điện ảnh Paravision, có tài sản bao gồm các thư viện Filmation và De Laurentiis. StudioCanal mua lại tài sản Paravision vào năm 1994.

## Thương vụ mua lại
L'Oréal hiện đang sở hữu và phát triển 36 thương hiệu khác nhau. Đến ngày 4 tháng 10 năm 2021, công ty đã đăng ký tổng cộng 497 bằng sáng chế.
Vào ngày 17 tháng 3 năm 2006, L'Oréal đã mua công ty mỹ phẩm The Body Shop với mức giá 562 triệu bảng Anh. Sau đó, vào tháng 5 năm 2008, L'Oréal đã tiến hành mua lại YSL Beauté với giá 1,8 tỷ USD. Vào tháng 1 năm 2014, L'Oréal đã hoàn tất việc mua lại Magic Holdings - một thương hiệu làm đẹp hàng đầu tại Trung Quốc - với giá 840 triệu USD.
Vào tháng 2 năm 2014, L'Oréal đã đồng ý mua lại 8% cổ phần của mình từ Nestlé với giá 3,4 tỷ euro. Việc này đã làm giảm cổ phần của Nestlé tại L'Oréal từ 29,4% xuống còn 23,29%, trong khi cổ phần của gia đình Bettencourt Meyers đã tăng lên 33,2% từ 30,6%. Nestlé đã sở hữu cổ phần của L'Oréal kể từ năm 1974 khi họ mua lại công ty theo yêu cầu của Liliane Bettencourt, con gái của người sáng lập L'Oréal, nhằm ngăn chặn sự can thiệp của chính phủ Pháp. Vào tháng 2 năm 2014, Shiseido đã đồng ý bán thương hiệu Carita và Decléor của mình cho L'Oréal với mức giá 227,5 triệu euro (tương đương 312,93 triệu USD vào năm 2014). Vào tháng 6 năm 2014, L'Oréal đã đồng ý mua lại NYX Cosmetics với mức giá không được tiết lộ. Việc này nhằm thúc đẩy hoạt động dịch vụ trang điểm của L'Oréal tại Bắc Mỹ, nơi mảng sản phẩm tiêu dùng của họ đã trải qua sự chững lại.
Vào tháng 9 năm 2014, L'Oréal đã thông báo rằng họ đã đồng ý mua công ty chăm sóc tóc Niely Cosmeticos Group của Brazil, tuy nhiên số tiền giao dịch không được tiết lộ. Tháng 9 năm 2014, L'Oréal đã mua lại thương hiệu đa văn hóa Carol's Daughter.
Vào tháng 7 năm 2016, L'Oréal đã đồng ý mua lại IT Cosmetics với giá 1,2 tỷ USD.
Tháng 3 năm 2018, L'Oréal đã mua lại công ty thực tế tăng cường làm đẹp ModiFace. Tháng 5 năm 2018, L'Oréal đã công bố mối quan hệ hợp tác làm đẹp và nước hoa mới với Valentino.
Tháng 12 năm 2021, L'Oréal thông báo mua lại thương hiệu chăm sóc da thuần chay Youth to the People. Tháng 4 năm 2023, L'Oréal đã mua thương hiệu mỹ phẩm cao cấp Aesop của Úc với giá 2,53 tỷ USD.

## Tiếp thị
Năm 1987, trong những năm phát triển của ngành kinh doanh đặt hàng trực tuyến, L'Oréal và 3 Suisses đã thành lập Le Club des Créateurs de Beauté để bán mỹ phẩm theo đơn đặt hàng trực tuyến, với các thương hiệu bao gồm Agnès b., Commence và Professeur Christine Poelman cùng số khác. Vào tháng 3 năm 2008, L'Oréal mua lại 3 cổ phần của Suisse, nắm quyền kiểm soát duy nhất công ty. Vào tháng 11 năm 2013, L'Oréal thông báo rằng Le Club des Créateurs de Beauté sẽ ngừng hoạt động trong nửa đầu năm 2014.
Từ năm 1997, L'Oreal là nhà tài trợ chính của Liên hoan phim Cannes. Trong những năm L'Oreal tài trợ, nhiều đại sứ L'Oreal đã bước trên thảm đỏ Liên hoan phim Cannes. Năm 2017, các đại sứ sắc đẹp của L'Oreal bao gồm Julianne Moore, Susan Sarandon, Andie McDowell, và Eva Longoria chịu trách nhiệm lựa chọn phim cho rạp chiếu ngoài trời tại Liên hoan phim Cannes.
Khẩu hiệu quảng cáo của L'Oréal là "Vì tôi xứng đáng", được giới thiệu vào năm 1973 do một giám đốc nghệ thuật 23 tuổi người Anh viết và được giới thiệu bởi người mẫu kiêm diễn viên Joanne Dusseau. Vào giữa những năm 2000, khẩu hiệu này đã được thay thế bằng "Vì bạn xứng đáng". Vào cuối năm 2009, khẩu hiệu lại được đổi thành "Vì chúng ta xứng đáng" sau khi phân tích động lực và nghiên cứu tâm lý người tiêu dùng của Tiến sĩ Maxim Titorenko. Chuyển sang "chúng ta" được thực hiện nhằm khuyến khích người tiêu dùng tham gia mạnh mẽ hơn vào triết lý và phong cách sống của L'Oréal, đồng thời mang đến các sản phẩm của L'Oréal khiến người tiêu dùng hài lòng hơn. L'Oréal cũng sở hữu dòng sản phẩm Chăm sóc tóc và Cơ thể cho trẻ em có tên L'Oréal Kids, khẩu hiệu của nó là "Vì chúng ta cũng xứng đáng".
Vào tháng 11 năm 2012, L'Oréal đã khánh thành nhà máy lớn nhất tại Khu công nghiệp Jababeka, Cikarang, Indonesia, với tổng vốn đầu tư là $100 triệu. Sản lượng tiêu thụ tại thị trường nội địa đạt 25% và phần còn lại sẽ được xuất khẩu. Trong năm 2010, Indonesia đã có sự tăng trưởng đáng kể với mức tăng 61% của doanh số bán đơn vị hoặc 28% của doanh thu trực tuyến.

## Người phát ngôn
Năm 2015, Soo Joo Park trở thành người phát ngôn toàn cầu người Mỹ gốc Á đầu tiên của L'Oréal.
Năm 2015, Kristina Bazan trở thành người phát ngôn trực tuyến quốc tế đầu tiên của L'Oreal.
Hoa hậu Thế giới 1994 kiêm diễn viên Bollywood Aishwarya Rai là người phát ngôn toàn cầu của thương hiệu từ năm 2003. Nữ diễn viên đoạt giải Viola Davis là người phát ngôn toàn cầu của thương hiệu kể từ tháng 9 năm 2019.

## Các cơ sở của công ty

### Trụ sở chính
Tập đoàn L'Oréal có trụ sở chính tại Trung tâm Eugène Schueller ở Clichy, Hauts-de-Seine, gần Paris. Tòa nhà, được xây dựng vào những năm 1970 từ gạch và thép, thay thế nhà máy cũ Monsavon, và các nhân viên đã chuyển đến cơ sở vào năm 1978. 1.400 nhân viên làm việc trong tòa nhà. Năm 2005, Nils Klawitter của Der Spiegel cho biết "tòa nhà, với mặt tiền bằng kính màu nâu là cửa sổ, xấu xí như khu phố này." Klawitter nói thêm rằng cơ sở này "tạo ấn tượng về một khu an ninh cao" do có các camera CCTV và thiết bị an ninh. Tiệm tóc lớn nhất thế giới nằm bên trong tòa nhà trụ sở chính. Tính đến năm 2005, 90 tiệm làm tóc phục vụ 300 khách nữ, bao gồm cả người về hưu, sinh viên và người thất nghiệp, mỗi ngày; khách hàng được sử dụng làm đối tượng thử nghiệm cho màu tóc mới.
Các đơn vị quốc tế bao gồm:
- L'Oréal Hoa Kỳ, được đổi từ Cosmair vào năm 2000 [36] - có trụ sở chính tại Thành phố New York, và chịu trách nhiệm về các hoạt động ở Châu Mỹ.[37]
- L'Oréal Canada Incorporated - doanh nghiệp Canada có trụ sở tại Montreal.
- L'Oréal Australia - có trụ sở tại Melbourne.
- L'Oréal Nordic - có trụ sở tại Copenhagen, Đan Mạch.
- L'ORÉAL Deutschland GmbH - trụ sở pháp lý ở Karlsruhe, trụ sở chính ở Düsseldorf [38]

### Quản trị doanh nghiệp
Jean-Paul Agon là chủ tịch và giám đốc điều hành của L'Oréal. Jean-Pierre Meyers và Peter Brabeck-Letmathe là phó chủ tịch hội đồng quản trị.

### Cổ đông
Vào cuối năm 2013:
- Phân chia tỷ lệ sở hữu cổ phần: 33.31% thuộc gia đình Bettencourt, 23.29% thuộc Nestlé, 21.8% thuộc các nhà đầu tư tổ chức quốc tế, 9.3% thuộc các nhà đầu tư tổ chức Pháp, 5,7% thuộc cổ đông cá nhân, 1.9% cổ phiếu ngân quỹ và 0.7% thuộc nhân viên.

### Số liệu kinh doanh

Các quốc gia có sản phẩm L'Oréal

Năm 2003, L'Oréal công bố năm thứ 19 liên tiếp đạt mức tăng trưởng hai con số. Doanh thu hợp nhất là €14,029 tỷ và lợi nhuận ròng là €1,653 tỷ. 96,7% doanh thu từ hoạt động mỹ phẩm và 2,5% từ hoạt động da liễu. L'Oréal có doanh nghiệp tại hơn 130 quốc gia, có 50.500 nhân viên, 24% trong số đó làm việc tại Pháp. 3,3% doanh thu hợp nhất được đầu tư vào nghiên cứu và phát triển, chiếm 2.900 nhân viên của công ty. Năm 2003, có 515 bằng sáng chế được nộp đơn xin cấp. Vận hành 42 nhà máy sản xuất trên khắp thế giới, sử dụng 14.000 nhân viên.
- Doanh số bán mỹ phẩm theo cơ cấu thành phần: 54,8% từ sản phẩm tiêu dùng với €7,506 tỷ, 25,1% từ xa xỉ phẩm với €3,441 tỷ, 13,9% từ sản phẩm chuyên nghiệp với €1,9 tỷ và 5,5% từ mỹ phẩm với €0,749 tỷ.
- Doanh số bán mỹ phẩm theo khu vực địa lý: 52,7% tại Tây Âu với €7,221 tỷ, 27,6% từ Bắc Mỹ với €3,784 tỷ, 19,7% từ các nơi khác trên thế giới với €2,699 tỷ.

Năm 2007, L'Oréal được xếp hạng 353 trên Fortune Global 500. Công ty đã kiếm được $2,585 triệu với doanh thu $19,811 triệu. Có 60.850 nhân viên.
Đến ngày 19 tháng 3 năm 2016, công ty có giá trị cổ phiếu là 89,542 triệu euro, được phân phối thành 562,983,348 cổ phiếu. Lợi nhuận hoạt động được báo cáo trong năm 2016 là €4.54 tỷ dựa trên doanh thu €25.8 tỷ.
| Năm            | 2013   | 2014   | 2015   | 2016   | 2017   |
| -------------- | ------ | ------ | ------ | ------ | ------ |
| Doanh thu      | 22.977 | 22.532 | 25.257 | 25.837 | 26.024 |
| Lợi nhuận ròng | 2.958  | 4.910  | 3.297  | 3.106  | 3.586, |
| Tài sản        | 31.298 | 32.063 | 33.711 | 35.630 | 35.339 |
| Nhân viên      | 77,452 | 78,611 | 82,881 | 89,331 | 82,606 |

### Liên doanh và lợi ích thiểu số
L'Oréal nắm 10,41% cổ phần của Sanofi-Aventis, công ty dược phẩm số ba thế giới và số một châu Âu. Laboratoires Innéov là liên doanh về mỹ phẩm dinh dưỡng giữa L'Oréal và Nestlé; họ dựa trên kiến thức của Nestlé trong lĩnh vực dinh dưỡng và an toàn thực phẩm.

### Trách nhiệm xã hội doanh nghiệp

#### Kế hoạch bền vững toàn tập đoàn
L'Oreal đã công bố một kế hoạch bền vững mới vào năm 2013, họ hy vọng sẽ giúp đạt được mục tiêu 1 tỷ người tiêu dùng mới vào năm 2020 bằng cách sản xuất nhiều sản phẩm ít tác động đến môi trường hơn và giúp khách hàng có những lựa chọn về lối sống bền vững. Cam kết chính cần đạt được vào năm 2020 bao gồm: đặt mục tiêu 100% sản phẩm của mình thân thiện với môi trường hoặc xã hội; giảm 60% dấu vết môi trường của công ty; và trao quyền cho người tiêu dùng khi lựa chọn tiêu dùng bền vững.

#### Phát triển bền vững
Năm 2009, L'Oréal tuyên bố ý định cắt giảm 50% lượng khí thải gây hiệu ứng nhà kính, tiêu thụ nước và chất thải trong giai đoạn 2005-2015. – một phần khấu trừ trong lượng khí thải CO2, một phần đạt được nhờ sử dụng tấm pin năng lượng mặt trời, khí sinh học, điện và nước nóng được sản xuất từ quá trình đốt khí mêtan thu hồi từ chất thải nông nghiệp. Năm 2012, công ty đã tuyên bố khấu trừ 37,1% lượng khí thải C02, khấu trừ 24% lượng tiêu thụ nước và giảm 22% chất thải có thể vận chuyển và được Tổ chức Khí hậu vinh danh là công ty dẫn đầu ngành vì những hoạt động và thành tích trong quản lý khí thải carbon. Năm 2014, L'Oréal cam kết đảm bảo rằng không có sản phẩm nào của mình liên quan đến nạn phá rừng và cung cấp 100% nguyên liệu thô có thể tái tạo vào năm 2020. Tập đoàn được đưa vào danh sách 100 công ty bền vững nhất của Corporate Knights "Global 100".

#### Thử nghiệm trên động vật
Kể từ những năm 80, L'Oréal đã đầu tư €900 triệu euro vào nghiên cứu giải pháp thay thế cho thử nghiệm động vật về độ an toàn của sản phẩm, sử dụng các phương pháp như mô hình da tái tạo, chẳng hạn như mô hình Episkin tại các trung tâm nghiên cứu ở Gerland, Pháp và Phố Đông, Trung Quốc.
Tuy nhiên, điều này rất phức tạp tại thị trường như Trung Quốc, nơi bắt buộc phải thử nghiệm động vật đối với tất cả mỹ phẩm dùng cho người. Mỹ phẩm của các thương hiệu như The Body Shop, từ chối thử nghiệm trên động vật, do đó không thể bán ở Trung Quốc.
Vào năm 2013, L'Oréal là một phần của hiệp hội kêu gọi EU đầu tư nhiều hơn vào nghiên cứu lựa chọn thay thế cho thử nghiệm trên động vật.

#### Thúc đẩy các phương pháp mới để tái chế nhựa
Vào năm 2020, L'Oreal đã công bố hợp tác với nhà pioner sinh học hóa học của Pháp, Carbios, nhằm thiết lập một phương pháp tan chảy chất thải nhựa bằng cách sử dụng enzym.

#### Chiến tranh Ukraine
Vào năm 2022, L’Oréal Paris đã quyên góp 1 triệu euro (1,09 triệu đô la Mỹ) cho các tổ chức từ thiện hỗ trợ người tị nạn từ cuộc xâm lược Nga vào Ukraine năm 2022. L’Oréal Paris cũng đã tạm ngừng mọi hoạt động thương mại tại Nga, bao gồm cả bán lẻ và bán buôn. Công ty cũng cung cấp các sản phẩm vệ sinh cho bệnh viện, nhà sanh, trung tâm dành cho người bị di tản bắt buộc, nhà dưỡng lão, quân đội, vv. L’Oréal Paris hỗ trợ tài chính cho nhân viên tại Ukraine, đảm bảo thanh toán lương và cung cấp hỗ trợ tài chính bổ sung, cung cấp chỗ ở cho nhân viên đang ở nước ngoài và hỗ trợ việc làm tạm thời tại các chi nhánh L'Oréal khác.

### Tham gia cộng đồng và giải thưởng
Năm 2014, L'Oreal được xếp hạng 61 trong số 1200 thương hiệu đáng tin cậy nhất của Ấn Độ theo Báo cáo Niềm tin Thương hiệu 2014, một nghiên cứu được thực hiện bởi Trust Research Advisory, một công ty phân tích thương hiệu.
Năm 2008, L'Oréal được Phong vũ biểu Sinh viên Châu Âu vinh danh là nhà tuyển dụng kinh doanh hàng đầu ở Châu Âu, một cuộc khảo sát được thực hiện bởi Trendence bao gồm 20 quốc gia Châu Âu và kết hợp phản hồi của hơn 91.000 sinh viên.
Giải L'Oréal-UNESCO cho phụ nữ trong khoa học được thành lập nhằm nâng cao vị thế của phụ nữ trong khoa học bằng cách công nhận các nhà nghiên cứu nữ xuất sắc đã đóng góp cho sự tiến bộ khoa học. Giải thưởng là kết quả của sự hợp tác giữa công ty mỹ phẩm Pháp L'Oréal và Tổ chức Giáo dục, Khoa học và Văn hóa của Liên hợp quốc (UNESCO) và tài trợ $100.000 USD cho mỗi người đoạt giải. Hợp tác tương tự trao tặng Học bổng Quốc tế UNESCO-L'Oréal, cung cấp tài trợ lên đến $40.000 trong vòng hai năm cho 15 nhà khoa học nữ trẻ tham gia vào các dự án nghiên cứu mẫu mực và đầy hứa hẹn.
L'Oréal tổ chức L'Oréal Brandstorm hàng năm, một trò chơi kinh doanh dành cho sinh viên ở 46 quốc gia. Trò chơi có liên quan đến tiếp thị và có giải nhất là $10.000, giải nhì là $5.000 và giải ba là $2500.
L'Oréal cũng là thành viên sáng lập của dự án "Look Good... Feel Better", một tổ chức từ thiện được thành lập cách đây hơn 16 năm để giúp phụ nữ chống lại các tác dụng phụ có thể phát hiện khi điều trị ung thư.
Vào năm 2015, Standard Ethics Aei đã xếp hạng cho L'Oreal đưa vào Chỉ số Đạo đức Pháp chuẩn.

## Nghiên cứu và đổi mới

### Episkin
Episkin là mô hình da tái tạo được các kỹ sư tại L'Oréal Pháp phát triển để tìm giải pháp thay thế cho thử nghiệm động vật. Tế bào da người còn sót lại sau phẫu thuật ngực được phát triển dưới điều kiện phòng thí nghiệm in vitro để hình thành các tấm da tái tạo. Điều này có lợi hơn so với thử nghiệm trên động vật khác với lãng phí trên động vật: có thể được điều chỉnh để tạo nên một loạt màu da tái tạo, cũng như da trẻ và già, có nghĩa là thử nghiệm an toàn cho kết quả khả quan hơn với người. Năm 2006, đơn vị Episkin mua lại SkinEthic, một công ty hàng đầu về kỹ thuật mô.
Mục tiêu của L'Oréal là sản xuất sản phẩm phục vụ đặc biệt cho khách hàng đa dạng của họ, tại các thị trường mới nổi hiện chiếm 53% toàn bộ thị trường làm đẹp toàn cầu. Thông qua phương pháp nghiên cứu này, L'Oréal đặt mục tiêu tiếp cận một tỷ người tiêu dùng mới  tại những thị trường này trong những năm tới.
Năm 2003, Viện L'Oréal Nghiên cứu Da & Tóc theo sắc tộc được thành lập tại Chicago để tiếp tục nghiên cứu về tóc và da của người Mỹ gốc Phi giữa các dân tộc khác. Tập đoàn L'Oréal đã mở Trung tâm Đánh giá Dự báo ở Lyon, Pháp vào năm 2011. Trung tâm này dành để đánh giá chất lượng sản phẩm mà không cần thử nghiệm động vật. Ngoài ra, L'Oréal đã xây dựng bộ phận "Thông tin chi tiết về người tiêu dùng" quốc tế cũng như các trung tâm Nghiên cứu và Đổi mới theo khu vực ở sáu quốc gia: Nhật Bản, Trung Quốc, Ấn Độ, Hoa Kỳ, Brazil và Pháp. Mục đích của các trung tâm này là thu thập thông tin về những người tiêu dùng đa dạng của hãng, để phát triển các sản phẩm theo nhiều nhu cầu khác nhau. Năm 2011, L'Oréal công bố ý định xây dựng Trung tâm Nghiên cứu và Đổi mới tại đảo Bom Jesus, Rio de Janeiro, Brazil. Ước tính khoảng 30 triệu euro (70.000.000 thực tế), dự án này dự kiến sẽ tạo nên khoảng 150 việc làm vào năm 2015.
Trung tâm Nghiên cứu Tóc Toàn cầu L'Oreal, một cơ sở ở Paris Saint-Ouen, mở cửa vào tháng 3 năm 2012. Đây là trụ sở của lĩnh vực quốc tế về màu tóc, chăm sóc tóc và tạo mẫu tóc. Là một trong những khoản đầu tư lớn nhất trong lịch sử R&I của công ty, Trung tâm rộng 25.000m² có 500 nhân viên. Những người này bao gồm nhà hóa học, nhà vật lý - hóa học, nhà quang học, nhà khoa học vật liệu, nhà đo lường, nhà lưu biến học, nhà khoa học máy tính và thống kê. Cơ sở cung cấp tự động hóa, mô hình hóa và đánh giá cảm quan.

### In 3D trên da người
L'Oreal thông báo vào tháng 5 năm 2015 rằng đang hợp tác với công ty khởi nghiệp in sinh học Organovo để tìm ra cách in 3D da sống, da thở có thể sử dụng để kiểm tra độc tính và hiệu quả sản phẩm. Guive Balooch, phó chủ tịch vườn ươm công nghệ L'Oreal toàn cầu cho biết: “Chúng tôi là công ty làm đẹp đầu tiên mà Organovo hợp tác".

### Modiface
Vào ngày 16 tháng 3 năm 2018, L'Oréal thông báo rằng họ đã mua lại Modiface, một công ty công nghệ làm đẹp sử dụng thực tế tăng cường cho phép người dùng thử ngiệm kỹ thuật số trên sản phẩm trang điểm và tạo kiểu tóc khác nhau.

### Perso
Thiết bị thông minh này tạo ra các công thức hiệu chỉnh cho son môi, kem nền và dưỡng da. Khách hàng có thể sử dụng nó thông qua ứng dụng Perso, sử dụng công nghệ AI và dự kiến sẽ ra mắt vào năm 2021.

## Tranh cãi

### Phân biệt đối xử
Vào ngày 11 tháng 8 năm 2005, Tòa án Tối cao California ra phán quyết rằng cựu giám đốc bán hàng của L'Oréal, Elyse Yanowitz, bào chữa thỏa đáng về nguyên nhân của hành động trả đũa khi chấm dứt hợp đồng theo Đạo luật Việc làm và Nhà ở Công bằng California, và điều chỉnh vụ án để xét xử. Vụ việc nảy sinh từ rắc rối năm 1997, trong đó Jack Wiswall, khi đó là tổng giám đốc phụ trách thiết kế nước hoa, được cho là đã bảo Yanowitz sa thải một nhân viên bán hàng da ngăm mặc dù nhân viên đó làm việc tốt. Khi Yanowitz từ chối, Wiswall chỉ trỏ vào một phụ nữ tóc vàng "sexy" và nói: "Mẹ kiếp, tìm cho tôi một thứ trông như thế này." Wiswall nghỉ hưu với tư cách chủ tịch bộ phận xa xỉ phẩm của L'Oréal Hoa Kỳ vào cuối năm 2006.
Công ty gần đây đã phải đối mặt với các vụ kiện phân biệt đối xử ở Pháp liên quan đến việc thuê người phát ngôn và phân biệt chủng tộc cơ quan. Vào tháng 7 năm 2007, bộ phận Garnier và một phân nhánh việc làm bên ngoài đã bị phạt €30.000 cho hành vi tuyển dụng cố ý loại trừ phụ nữ không phải da trắng để quảng cáo cho dầu gội của hãng, "Fructis Style". L'Oréal bảo rằng quyết định này "không thể hiểu nổi", và sẽ phản đối phán quyết này trước tòa.
L'Oreal tiếp tục bán các sản phẩm làm trắng da, tận dụng nỗi lòng bất an của phụ nữ dựa theo màu da. Họ quảng cáo những sản phẩm gây tranh cãi này, vốn đã bị chỉ trích vì thúc đẩy quan điểm thuộc địa cũng như lo ngại về an toàn. Trên trang web của họ tuyên bố; "Đạt được làn da sạch, trong trẻo và rạng rỡ. Các sản phẩm làm trắng da của chúng tôi có tác dụng xóa mờ vết thâm và làm sáng da để mang lại cho bạn làn da trắng sáng, hoàn mỹ như mong muốn."

#### Phân biệt chủng tộc đối với Munroe Bergdorf
Vào tháng 8 năm 2017, L'Oréal đã sa thải Munroe Bergdorf, một người mẫu chuyển giới đa chủng tộc, sau khi cô hưởng ứng biểu tình Đoàn kết Cánh hữu ở Charlottesville, Virginia bằng cách đăng trên Facebook: "Thành thật mà nói, tôi không có năng lượng để nói về bạo lực chủng tộc của người da trắng nữa. Đúng TẤT CẢ người da trắng "; bài đăng cũng được trích dẫn rằng "sự tồn tại, đặc quyền và thành công của [người da trắng] như một chủng tộc được xây dựng trên lưng, máu và cái chết của người da màu", "phân biệt chủng tộc không do học tập, nó được di truyền và [... ] được truyền lại thông qua đặc quyền" và rằng "người da trắng" hẳn phải "bắt đầu thừa nhận rằng chủng tộc của họ là lực lượng tự nhiên hung bạo và áp bức nhất trên Trái đất ". Ngay sau khi chấm dứt hợp đồng với Bergdorf, L'Oréal đưa ra tuyên bố khẳng định cam kết của họ rằng "[hỗ trợ] đa dạng và khoan dung đối với tất cả mọi người không phân biệt chủng tộc, xuất thân, giới tính và tôn giáo" và chấm dứt quan hệ đối tác với Bergdorf vì nhận xét của cô ta "mâu thuẫn với những giá trị đó".

### Cuốn vào xung đột
Eugène Schueller, người sáng lập công ty, bị cáo buộc ủng hộ Đức Quốc xã. L'Oréal thừa nhận Schueller theo chủ nghĩa phát xít bài Do Thái. Ông cũng là thành viên của La Cagoule, tổ chức ủng hộ chính phủ Vichy, và là một tổ chức bạo lực, ủng hộ phát xít và chống cộng sản. Eugène tài trợ La Cagoule và vài cuộc họp của La Cagoule được tổ chức tại trụ sở L'Oréal. Vài hoạt động tội phạm do La Cagoule tiến hành bao gồm vận chuyển vũ khí, ám sát một cựu bộ trưởng, và ném bom vào 6 giáo đường Do Thái.
Tranh cãi khác nảy sinh khi Jean Frydman, một cổ đông và thành viên hội đồng quản trị của Paravision, một công ty con của L'Oréal, bị sa thải. Ông tuyên bố rằng mình phải ra đi vì L'Oréal muốn tránh bị người Ả Rập tẩy chay nhắm vào các doanh nghiệp liên kết với người Do Thái. Đến lượt mình, Frydman quyết định vạch trần quá khứ của giám đốc điều hành L'Oréal. André Bettencourt, người đã kết hôn với con gái Schueller, Liliane Bettencourt, trở thành phó chủ tịch L'Oréal, đã viết 60 bài báo cho La Terre Française. La Terre Française là một tờ báo tuyên truyền bài trừ Do Thái. André đã thừa nhận quyền sở hữu tuyên truyền nhưng tuyên bố ông bị chính phủ Vichy đầu độc và nói, "Tôi đã nhiều lần bày tỏ sự hối tiếc của mình về chúng trước đại chúng và sẽ luôn cầu xin cộng đồng Do Thái tha thứ cho tôi." André Bettencourt cũng che chở cho Schueller và một số người cộng tác với quân Đức chiếm đóng sau Giải phóng. Có tiết lộ rằng Eugène Schueller đã thuê Jacques Correze, lãnh đạo danh giá của chi nhánh L'Oréal tại Hoa Kỳ, Cosmair, và có liên quan đến La Cagoule.
Tranh cãi càng nảy sinh khi có tiết lộ rằng L'Oréal đã có trụ sở chính tại Đức hơn 30 năm, trước khi bị bán vào năm 1991, trên mảnh đất bị tịch thu từ một gia đình Do Thái trong Thế chiến thứ hai. Gia đình Do Thái đã chiến đấu để đòi lại công ty suốt ba thế hệ, trong đó gần nhất là Edith Rosenfelder, một người sống sót sau cuộc diệt chủng Holocaust. Fritz Rosenfelder, buộc phải bán nhà cho quan chức Đức Quốc xã, trong đó gia đình này đã không bao giờ nhận được số tiền bán nhà. Thay vào đó, gia đình đã bị trục xuất. Đồng minh thông qua luật bồi thường Do Thái quy định rằng các giao dịch với Đức Quốc xã, ngay cả khi có chủ sở hữu đồng ý, vẫn có thể bị xem không hợp lệ. Mảnh đất được bán cho một cơ quan nhánh của L'Oréal, sau đó được L'Oréal mua lại vào năm 1961, công ty tuyên bố rằng họ không chịu trách nhiệm về bất cứ điều gì xảy ra trước đó. Cơ sở cho lập luận của Rosenfelder là do vụ mua bán ban đầu bất hợp pháp, tất cả mua bán sau đó đều bất hợp pháp như nhau. Năm 1951 đã có khoản bồi thường được trả cho Tổ chức Kế thừa Hiến pháp Do Thái, mặc dù vụ việc được tiến hành nhưng lại không do gia đình họ cho phép và không một khoản tiền nào đến tay gia đình họ. Một cuốn sách của Monica Waitzfelder, con gái của Edith Rosenfelder, xuất bản bằng tiếng Pháp có tên gọi L'Oréal a pris ma maison và tiếng Anh có tên L'Oréal stole my house!, kể chi tiết về chuyện L'Oréal đã chiếm ngôi nhà Waitzfelder ở thành phố Karlsruhe, Đức (sau khi Đức Quốc xã sắp đặt loại trừ gia đình họ) để biến nó thành trụ sở chính tại Đức. Monica Waitzfelder trích dẫn nói, "Tất cả các doanh nghiệp khác lấy tài sản của người Do Thái đều đã trả lại nó, không có bất kỳ tranh luận lớn nào. Tôi không hiểu tại sao L'Oréal phải khác biệt với số khác." Một vụ án được đưa ra trước Tòa án Tối cao ở Pháp, nhưng nguyên cáo phán quyết rằng không thể xét xử. Kể từ năm 2007, bà mang vụ án lên Tòa án Nhân quyền Châu Âu.
Vào ngày 31 tháng 7 năm 2014, trong Chiến dịch Vành đai Bảo vệ do Lực lượng Phòng vệ Israel (IDF) phát động tại Dải Gaza, tổ chức vận động của Israel StandWithUs đã đăng loạt hình ảnh lên Facebook về các gói dịch vụ chăm sóc, họ cho rằng do Garnier Israel tặng cho các nữ binh sĩ IDF. Điều này dấy lên một số kêu gọi tẩy chay Garnier và L'Oreal trên toàn thế giới. Kể từ ngày 15 tháng 8 năm 2020, Garnier hoặc L'Oreal không có tuyên bố chính thức nào về khoản trao tặng này.

### Thử nghiệm động vật
L'Oréal bắt đầu thí nghiệm mô in vitro vào năm 1979, và không thử nghiệm bất kỳ sản phẩm hoặc thành phần nào trên động vật ở bất kỳ nơi nào trên thế giới kể từ năm 1989—14 năm trước khi được yêu cầu theo quy định. Tranh cãi xuất phát từ lúc L'Oréal bán sản phẩm ở Trung Quốc, nơi mà các cơ quan quản lý tiến hành thử nghiệm trên động vật đối với mỹ phẩm được bán trong lãnh thổ Trung Quốc. Mặc dù lệnh cấm thử nghiệm trên động vật ở Trung Quốc có hiệu lực từ tháng 1 năm 2020, các nhà chức trách Trung Quốc vẫn thực hiện hành vi này đối với mỹ phẩm "thông thường" được nhập khẩu.
Sau khi L'Oréal mua The Body Shop vào năm 2006, công ty không hỗ trợ thử nghiệm trên động vật, người sáng lập The Body Shop, Anita Roddick, buộc phải tự bảo vệ mình chống lại luận điệu "từ bỏ nguyên tắc của mình" bao gồm chuyện L'Oréal thử nghiệm động vật. Những lời kêu gọi người mua hàng tẩy chay The Body Shop được đưa ra. L'Oréal bán The Body Shop cho tập đoàn Brazil Natura Cosméticos vào năm 2017.

### Hành vi sai trái của công ty
L'Oréal đã bị Autorité de la concurrence phạt tại Pháp vào năm 2016 do chỉnh giá các sản phẩm vệ sinh cá nhân.

### Quảng cáo sai phạm
Tháng 5 năm 2007, L'Oréal là một trong số các nhà sản xuất mỹ phẩm (cùng với Clinique, Estee Lauder, Payot, Lancôme) bị Cục Quản lý Sản phẩm Trị liệu tại Australia yêu cầu rút lại quảng cáo về khả năng xóa nếp nhăn trên sản phẩm của mình.
Tại Vương quốc Anh, L'Oréal đã phải đối mặt với chỉ trích từ OFCOM về sự thật của chiến dịch quảng cáo và tiếp thị liên quan đến hiệu suất sản phẩm của một trong số nhãn hàng mascara của mình. Vào tháng 7 năm 2007, Cơ quan Tiêu chuẩn Quảng cáo Anh công kích L'Oréal do quảng cáo trên truyền hình về mascara "Kính thiên văn", có Penélope Cruz góp mặt, cho rằng "nó sẽ làm cho lông mi bạn dài hơn 60%." Trên thực tế, nó chỉ khiến lông mi trông to hơn 60%, bằng phân tách, làm dày ở gốc và làm dày đầu sợi mi. Họ cũng không nêu rõ người mẫu đang đeo lông mi giả.
Tháng 7 năm 2011, Cơ quan Tiêu chuẩn Quảng cáo Anh khởi kiện L'Oréal, cấm hai quảng cáo Lancôme phun sơn ở Anh, có nữ diễn viên Julia Roberts và siêu mẫu Christy Turlington. Cơ quan này ban hành lệnh cấm sau khi chính trị gia người Anh Jo Swinson lập luận hai quảng cáo đã xuyên tạc sự thật và thêm vào vấn đề hình ảnh bản thân của phụ nữ Anh. L'Oréal thừa nhận rằng tấm ảnh được phun sơn đánh bóng nhưng lập luận rằng hai sản phẩm mỹ phẩm thực sự có thể làm nên kết quả như quảng cáo mô tả và kết quả của sản phẩm đã được khoa học chứng minh.
Tháng 6 năm 2014, công ty đạt được thỏa thuận với Ủy ban Thương mại Liên bang Hoa Kỳ không tuyên bố về sản phẩm chống lão hóa của mình trừ khi có bằng chứng khoa học đáng tin cậy trợ tuyên bố. Thỏa thuận có được sau một cuộc điều tra từ ủy ban về khiếu nại được đưa ra liên quan đến hai sản phẩm, mà ủy ban mô tả là "sai và không căn cứ".
L'Oréal có một đội ngũ gồm 400 nhân viên đăng nội dung lên Facebook mỗi ngày, dựa theo Marc Menesguen, giám đốc tiếp thị của công ty.

## Danh mục thương hiệu

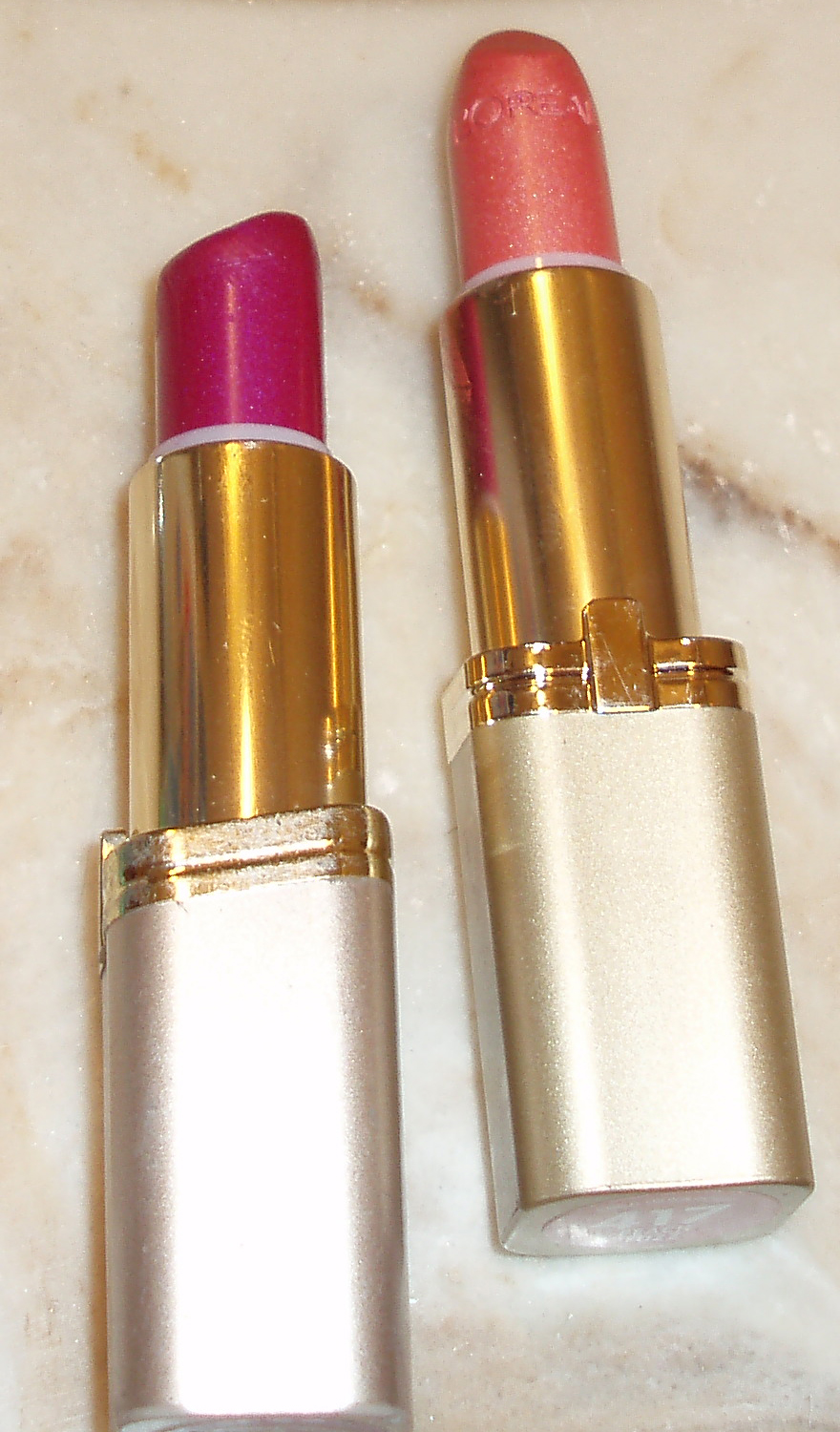
Son môi L'Oréal

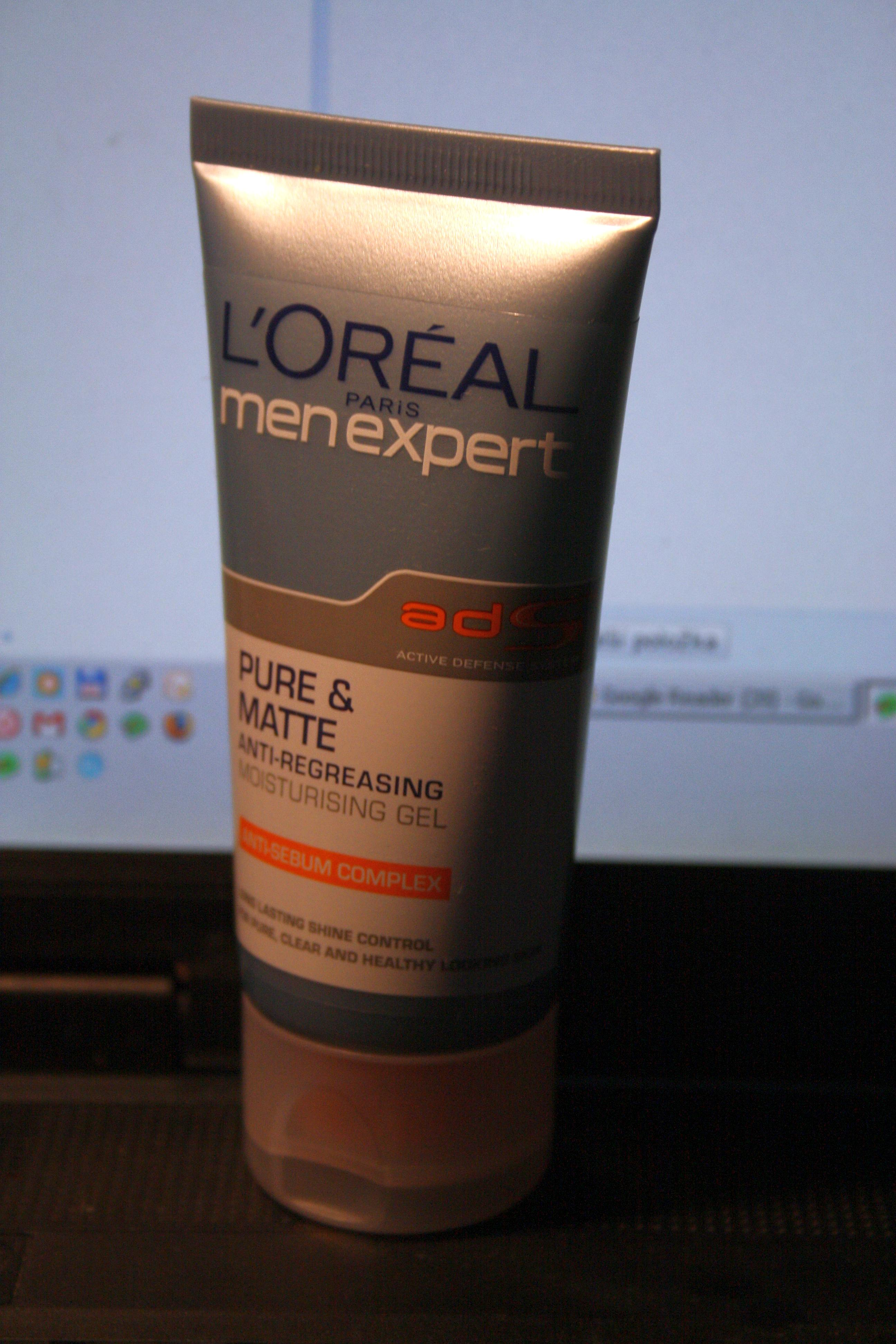
Sản phẩm dưỡng da L'Oréal

Thương hiệu thường được phân loại theo mục tiêu thị trường, chẳng hạn như thị trường mỹ phẩm đại chúng, chuyên nghiệp, cao cấp và đang hoạt động. The Body Shop và Galderma trực thuộc trụ sở chính. L'Oréal cũng sở hữu lợi ích trong các hoạt động đa dạng như hóa chất lành tính, sức khỏe, tài chính, thiết kế, quảng cáo và bảo hiểm.

### Sản phẩm chuyên nghiệp
- L'Oréal Technique
- L'Oréal Professionnel, bao gồm ARTec và Innate
- Kérastase (L'Oreal thành lập năm 1964)
- Kéraskin Esthetics, L'Oreal thành lập năm 2007 và chuyên về dưỡng da chuyên nghiệp.
- Matrix Essentials, Arnie Miller sáng lập năm 1980 và L'Oreal mua lại năm 2000
- Mizani, sáng lập năm 1991 và L'Oreal mua lại năm 2001
- PureOlogy Research, sáng lập năm 2001 và L'Oreal mua lại năm 2007
- Redken 5th Avenue NYC, do Paula Kent và Jheri Redding sáng lập năm 1960 và L'Oreal mua lại năm 1993
- Shu Uemura Art of Hair
- Carol's Daughter
- Carita
- Essie, sáng lập năm 1981 và L'Oreal mua lại năm 2010[106]
- Decléor[107]
- Botanicals Fresh Care
- Cheryl's Cosmeceuticals [108]

### L'Oreal Luxe
- Lancôme
- Yves Saint Laurent Beauté
- Giorgio Armani Beauty
- Kiehl's
- Biotherm
- Cacharel
- Diesel
- Viktor & Rolf
- Ralph Lauren Fragrances
- Shu Uemura
- Clarisonic
- Guy Laroche
- Paloma Picasso
- Urban Decay
- Maison Margiela
- Yue Sai
- Helena Rubinstein
- IT Cosmetics
- House 99
- Atelier Cologne
- Proenza Schouler

●The Body Shop
- (Valentino)

### Sản phẩm tiêu dùng
- L'Oréal Paris
- Color&Co
- Ombrelle
- Garnier
- Maybelline
- NYX Cosmetics
- SoftSheen-Carson
- Carol's Daughter
- Créateurs de Beauté
- Essie
- Magic
- Niely
- Colorama
- 3ce[109]

### Mỹ phẩm công hiệu
- Vichy
- La Roche-Posay Dermocosmetics
- Skinceuticals
- Roger&Gallet
- Sanoflore
- Dermablend
- AcneFree
- Ambi
- CeraVe